# Monte Alegre (Pará)
Monte Alegre is een gemeente in de Braziliaanse deelstaat Pará. De gemeente telt 56.466 inwoners (schatting 2017).

## Geografie

### Hydrografie
De plaats ligt aan een zijrivier die het meer Lago Grande de Monte Alegre met de rivier de Amazone verbindt. De rivier de Maicuru heeft een aantal zijrivieren o.a. de rivier de Cauçu/Igarapé Açu en mondt uit in het meer.

### Aangrenzende gemeenten
De gemeente grenst aan Alenquer, Almeirim, Prainha en Santarém.

### Beschermde gebieden

#### Inheems gebied
- Terra Indígena Rio Paru d'Este

#### Bosgebied
- Floresta Nacional de Mulata

## Cultuur

### Bezienswaardigheden
- Parque Estadual de Monte Alegre, staatspark bekend om zijn grotten en prehistorische rotstekeningen

## Verkeer en vervoer

### Wegen
Monte Alegre is in zuidwestelijke richting via de hoofdweg PA-255 verbonden met de gemeente Santarém (via veerdienst). De PA-423 verbindt de plaats via de hoofdweg PA-254 met de gemeente Prainha, Alenquer en  Oriximiná.

### Waterwegen
De plaats heeft een veerdienstverbinding met Santarém.

### Luchtverkeer
- Aeroporto Monte Alegre

## Geboren
- Rodrigo José Lima dos Santos (1983), voetballer